# ジークフリート1世 (ヴァイマル＝オーラミュンデ伯)
ジークフリート1世（Siegfried I., 1075年ごろ - 1113年3月9日）は、アスカーニエン家出身のライン宮中伯（在位：1095/7年 - 1113年）、ヴァイマル＝オーラミュンデ伯（在位：1112年 - 1113年）。

## 生涯
ジークフリート1世はバレンシュテット伯アーダルベルト2世の息子として1075年ごろに生まれた。母アーデルハイト・フォン・ヴァイマル＝オーラミュンデはマイセン辺境伯オットー1世とアデール・ド・ルーヴァンの娘であった。父アーダルベルト2世は1080年にエゲノ2世・フォン・コンラーツブルクに殺害され、ジークフリートの兄オットーがバレンシュテット伯位を継承した。ジークフリートは北チューリンゲンガウの父の領地を継承した。
父の死後、母アーデルハイトはロタリンギア宮中伯ヘルマン2世（1085年没）およびライン宮中伯ハインリヒ2世（1095年没）と再婚した。ハインリヒ2世の死後、ジークフリートはライン宮中伯位を継承した。
第1回十字軍に影響を受け、ジークフリートはエルサレムを旅したと考えられている。また、1093年から母アーデルハイトおよび継父ハインリヒ2世により始められたマリア・ラーハ修道院の建設を1112年に完成させた。
1112年、母のはとこにあたるヴァイマル＝オーラミュンデ伯ウルリヒ2世が嗣子なく死去した。母を通して親族であったジークフリートはウルリヒ2世の保持していたヴァイマル＝オーラミュンデ伯位の継承権を主張した。しかしこれは神聖ローマ皇帝ハインリヒ5世との対立を生んだ。皇帝の支持者は1113年2月21日にハルツのトイフェルスマウアーでジークフリートを攻撃した。ジークフリートはこの攻撃から生還したが、傷がもとで1113年3月9日に死去した。

## 結婚と子女
ジークフリートはハインリヒ・フォン・ノルトハイムの娘ゲルトルートと結婚し、以下の3子をもうけた。
- ジークフリート2世（1107年 - 1124年） - ヴァイマル＝オーラミュンデ伯
- アデラ - コンラート1世・フォン・パイルシュタインと結婚
- ヴィルヘルム（1112年 - 1140年） - ヴァイマル＝オーラミュンデ伯

ゲルトルートはジークフリート1世の死後、ザルム伯オットー1世と再婚した。